# 阿閇神社
阿閇神社（あえじんじゃ）は、兵庫県加古郡播磨町本荘4丁目11-21に鎮座する神社である。

## 概要
当社の宮司は、加古川市尾上町の尾上神社の宮司が兼務しており常駐ではない。
氏子地域は播磨町の本荘・宮北・宮西・古田と加古川市別府町西脇（西脇という地名はこのことに由来する）、平岡町八反田の各地域である。ただ、秋祭りなどは自治会ごとに参加するので、大きな地区（本荘など）はさらに細分されている。
播磨町は、町制施行前は「阿閇村」と呼ばれていた。

## 祭神
当社は、いわゆる住吉三神（底筒男命・中筒男命・表筒男命）と息長帯姫命（神功皇后）を祀る。
阿閇神社の祭神は住吉神で、阿閇荘は中世に住吉大社の荘園として存在していた事や周辺地域に住吉神社が多数立地していることなどから、当社成立の由縁はその時代にさかのぼる可能性が高い。『住吉大社神代記』に記されている賀胡郡阿閇津浜の中心地にあたると考えられる。
なお阿閇荘は周辺の住吉神社の立地や古文書などから、現在の播磨町全域だけでなく加古川市南東部の別府町・平岡町の大半を含む地域であったと考えられている。

## 建築
本殿は、1702年（元禄2年、江戸時代中期）建立で、一間社春日造、檜皮葺（ひわだぶき）の同形・同規模の本殿が南北線上に四棟並び、いずれも正面を廊橋で結ぶ形式をとっており、特に四社が軒を近接して一直線に並立する位置は、住吉大社とも違い、他に類似例が少ないことから県指定文化財に指定されている。本殿はすべて西を向いて立てられており、その理由として、住吉大社と同じく西をむいているとか、中世播磨の支配者であった赤松氏の居城白旗城のある西をむいているなど、諸説がある。 
境内には、阿閇恵美須神社もある。戦後、当地域の海岸線が埋め立てられ、一大工業地帯に発展したことから、その繁栄を願い、1965年（昭和40年）に島根県（出雲国）美保関神社より勧請されたものである。また、本殿裏手の小道を挟んだ向かいには、小規模ながら稲荷神社も存在する。

## 年中行事
初詣
1月1日。
十日戎（恵美須神社）
1月9・10日。氏子地域では前もってお花代を出した家には、くじ引き券が配られ、当日参拝した後にお札（ふだ）とともに、その場でくじ引きをして、商品をもらう。また、二日間ともに数回にわけて餅まきが行われ、そのお餅をもらいに多くの参拝客が訪れ、境内に子供を多く含む歓声が響き渡る。
秋祭り
10月23日に近い土日。例年、明石市二見町の御厨神社と同日に開催される。
土曜日は各地区（自治会）内で、子供みこしの運行や本荘では屋台の地区内運行が行われる。
日曜日は、各地区から氏子が集まり、子供みこしの奉納の後、本荘地区の自治会共同で担ぐ屋台一台とすべての地区で持ち回りの当番にあたった地区が担ぐ神輿が出る。屋台と神輿は神社から西へ数百メートル離れたお旅所まで巡行し、神事を行う。
当神社の秋祭りは屋台が一台しかなく、練り合わせも行えないため、子供みこしが出ている時間帯の方が人が多く賑やかであり、高砂市以西や、稲美町などの山手地区、二見魚住などの明石市西部地区に比べると秋祭りが盛んとは言い難い。しかしながら、少なくとも江戸時代中期から続く長い歴史を持った祭りであり、18世紀前後の『阿閇神社秋祭絵巻』に描かれた当時の祭礼の様子では、みこしや太鼓を担いだ人が列を成して神社から海に向かって巡行していたようである。